# بيج كافاناف
بيج كافاناف (بالإنجليزية: Page Cavanaugh)‏ هو عازف جاز وعازف بيانو أمريكي، ولد في 26 يناير 1922، وتوفي في 19 ديسمبر 2008 في لوس أنجلوس في الولايات المتحدة بسبب قصور كلوي.

## وصلات خارجية
- بيج كافاناف على موقع IMDb (الإنجليزية)
- بيج كافاناف على موقع ميوزك برينز (الإنجليزية)
- بيج كافاناف على موقع ديسكوغز (الإنجليزية)